# Station Nieszawa Waganiec
Station Nieszawa Waganiec is een spoorwegstation in de Poolse plaats Waganiec.